# Baeotis prima
Baeotis prima är en fjärilsart som beskrevs av Bates 1868. Baeotis prima ingår i släktet Baeotis och familjen Riodinidae. Inga underarter finns listade i Catalogue of Life.